# Rummat al-Hajb
Rummat al-Hajb (arab. رُمة الهـَيـْب; hebr. רומת אל-הייב) – wieś beduińska położona w Samorządzie Regionu Al-Batuf, w Dystrykcie Północnym, w Izraelu.

## Położenie
Wieś jest położona na szczycie obszernego wzgórza o wysokości 197 m n.p.m., położonego pomiędzy doliną Bikat Turan a doliną Bet Netofa, w Dolnej Galilei, na północy Izraela. Po stronie północno-wschodniej wznosi się góra Har Turan (548 m n.p.m.). Na wschód od wsi przepływa strumień Jiftachel. W jej otoczeniu znajdują się miasteczka Kefar Kanna i Kefar Maneda, kibuce Bet Rimmon i Channaton, moszaw Jodfat, oraze wsi Rummana i Hosza’aja. Na południe od wsi jest kamieniołom, baza wojskowa Szimszon i strefa przemysłowa Cippori.

## Demografia
Wieś Rummat al-Hajb jest zamieszkała przez Beduinów:

## Historia

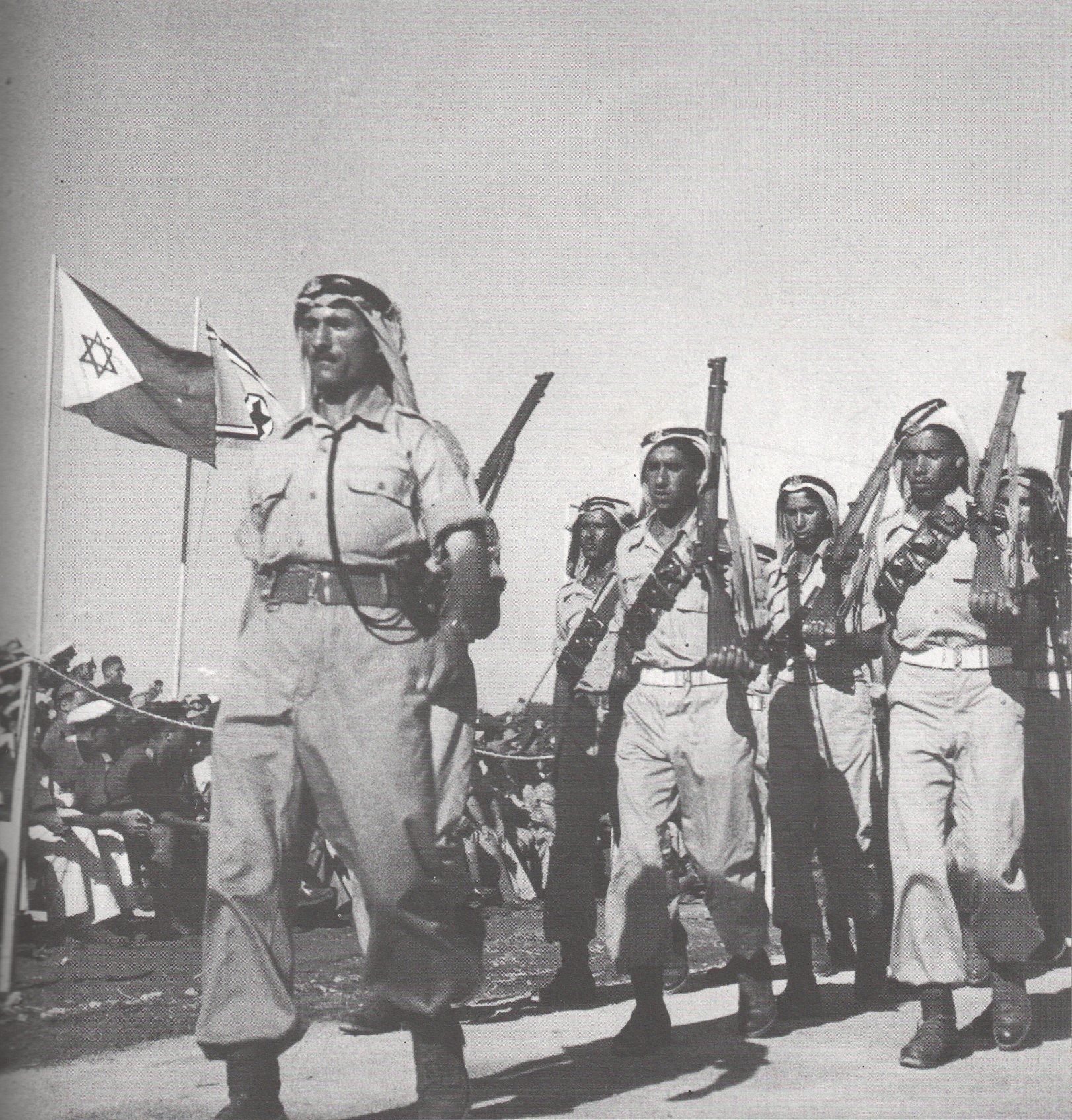
Beduińscy żołnierze ze wsi Rummat al-Hajb podczas parady w Tel Awiwie, czerwiec 1949 r.

Wieś została założona w 1920 roku przez członków beduińskiego plemienia i nazwana na cześć rodziny. Pierwszy dom wybudowano w 1936 roku. Dopiero w 1971 roku władze izraelskie oficjalnie uznały wieś. Obecna nazwa została przyjęta w 1968 roku. W przeszłości istniały napięcia między mieszkańcami wsi a pobliskim moszawem Cipori, który oskarżał tutejszych Beduinów o kradzieże bydła.

## Edukacja i sport
We wsi znajduje się szkoła podstawowa i boisko do piłki nożnej.

## Gospodarka
Gospodarka wsi opiera się na rolnictwie, jednak większość mieszkańców dojeżdża do miejsc pracy poza wsią. Wielu z nich pracuje w izraelskich siłach bezpieczeństwa i w armii. Na północny zachód od wsi przebiega kanał wodociągowy Mekorot, który doprowadza wodę z Jeziora Tyberiadzkiego do położonego 4 km na zachód zbiornika retencyjnego Eszkol.

## Infrastruktura
We wsi znajduje się przychodnia zdrowia i sklep wielobranżowy.

## Transport
Ze wsi wyjeżdża się na południe na drogę ekspresową nr 77, którą jadąc na wschód dojeżdża się do strefy przemysłowej Phoenicia i miasteczka Kefar Kanna, lub jadąc na zachód dojeżdża się do skrzyżowania z drogą prowadzącą na południe do wsi Hosza’aja, lub dalej do skrzyżowania z drogą ekspresową nr 79. Lokalną drogą prowadzącą na północny wschód dojeżdża się do wsi Rummana.